# Sosny
Sosny – osada w Polsce położona w województwie lubuskim, w powiecie gorzowskim, w gminie Witnica.
W latach 1975–1998 miejscowość administracyjnie należała do województwa gorzowskiego.

## Historia
Od ok. 1814 roku w posiadaniu Kaspera Lebrechta von Klitzing i jego żony Karoline z domu Benecka.
w 1835 roku ukończono budowę nowego domu, który stoi do dziś. Do roku 1945 Sosny nazywały się Charlottenhof. Była to ogromna posiadłość ziemska. Pola położone przy parku nazywane są „karolinkiem”, od pierwszej damy Sosen Karoliny von Klitzing.

## Zabytki

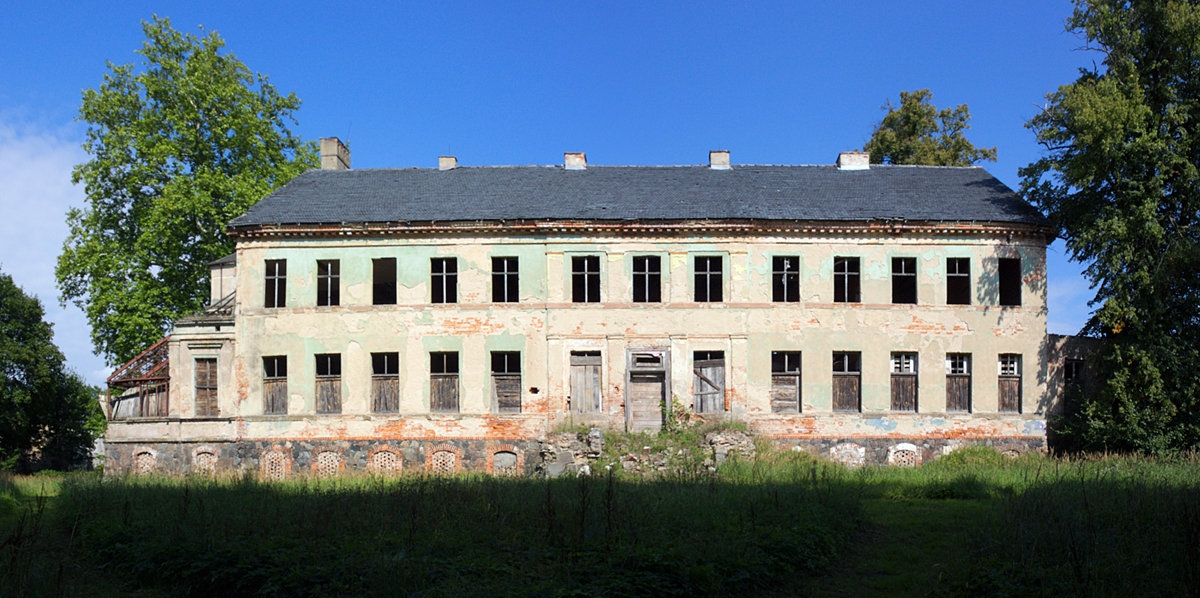
Elewacja ogrodowa pałacu

Do wojewódzkiego rejestru zabytków wpisany jest:
- zespół pałacowy:
  - pałac – dwór, z 1835 roku
  - park pałacowy, z końca XVIII początku XIX wieku

## Sport
Działa tu piłkarski Gminny Klub Sportowy „Spartan” Sosny założony w 1988 roku. W sezonie 2021/22 klub występuje w rozgrywkach Klasy B, grupa Gorzów Wielkopolski I. Barwy klubu: niebiesko-białe.